# Посольство Афганистана в России
Посольство Афганистана в России расположено в Москве на Арбате на углу Поварской улицы и Скатертного переулка. Дипломатические отношения между Россией и Афганистаном были установлены 10 июня 1919 года.
В 2021 году Афганистан сменил форму государственного устройства на исламский эмират. 6 апреля 2022 года МИД России направил посольству Афганистана ноту о признании Джамала Насира Гарвала временным поверенным в делах Афганистана в Москве. Официальный представитель МИД России Мария Захарова охарактеризовала это как шаг на пути к возобновлению полноценных двусторонних дипломатических отношений, подчеркнув, что об официальном признании режима талибов в Афганистане говорить пока преждевременно. Спустя два года, в апреле 2025 года спецпредставитель президента России по Афганистану Замир Кабулов встретился с министрами иностранных дел и внутренних дел Афганистана и сообщил, что уровень афганского представительства в Москве повышен до посла. В июне российская сторона выдала агреман на назначение Мовлави Гул Хасана послом Афганистана в их стране, а через месяц официально признала режим талибов.
Чрезвычайный и Полномочный Посол Афганистана в Российской Федерации является также послом в Армении, Азербайджане, Белоруссии, Грузии и Молдове. Индекс автомобильных дипломатических номеров посольства — 022.

## Особняк М. Г. Понизовского
В 1902 году московский застройщик Якоб Рекк купил усадьбу Волчкова, на территории которой архитектор Лев Николаевич Кекушев построил в 1903 году два особняка: Дом Миндовского (Поварская, 44; с 1973 по 2015 годы в нём размещалось посольство Новой Зеландии) и Дом Понизовского (Поварская, 42). Вход дома Понизовского расположен на углу Поварской улицы и Скатертного переулка. В 1910—1914 году дом был перестроен в стиле неоклассики по проекту архитектора В. И. Мотылёва.

## Послы Афганистана в России
| - Султан Ахмад Ширзой (1920) - Мирза Мохаммад Яфтали (1920—1922) - Гулам Наби-Хан Чархи (1922—1924) - Мухаммад Хашем (1924—1926) - Мирза Мохаммад Яфтали (1926—1928) - Гулам Наби-Хан Чархи (1928—1929) - Сардар Мухаммед Азиз Хан (1929—1933) - Абдул Хосейн Азиз (1933—1938) - Султан Ахмад Ширзой (1938—1946) - Мухаммад Науруз (1946—1950) - Султан Ахмад Ширзой (1950—1952) - Гулам Яхья Хан Тарзи (1952—1957) - Абдул Хаким Шахалами (1957—1961) - Мохаммад Ареф (1961—1973) | - Мухаммед Юсуф (1973) - Нур Ахмад Эттемади (1974—1976) - Али Ахмад Попаль (1977—1978) - Раз Мохаммад Пактин (1978—1979) - Хабиб Мангал (1980—1987) - Саид Мохаммад Гулябзой (1988—1990) - Абдул Вахаб Ассефи (1995—2001) - Ахмад Зия Масуд (2001—2004) - Залмай Азиз (2007—2010) - Азизулла Карзай (2010—2016) - Абдул Каюм Кучай (2017—2019) - Мохаммад Латиф Баханд (2019—2020) - Саид Тайеб Джавад (2021—2022) - Джамал Насир Гарвал (2022—2025, врем. поверенный) - Мовлави Гул Хасан (2025 — н. в.) |